# 곽이경
곽이경(1979년~)은 대한민국의 동성애자 인권 운동가이자 노동운동가, 시민·사회운동가이다. 2002년 동성애자인권연대에 참여하여 동인련 활동가와 사무국장, 2012년 동인련 운영위원장 등을 역임했다. 동성애자 인권 운동과 시민 운동, 노동 운동 등에 두루 참여하였다. 그밖에 민주노동당 성소수자위원회 위원과 교육담당, 한국비정규노동센터 사무국 차장 등을 역임하였다.
2004년 동성애자인권연대의 사무국장이 되었고, 학교내 성 소수자 폭력 방지와 군대 내 성 소수자 학대 반대 운동에도 동참하였다. 또한 민주노동당의 성소수자위원회 위원과 영등포지구당 대의원 등으로도 활동하였다. 2006년부터는 정욜, 장병권 등과 함께 군형법 제92조의 6폐지 운동에도 참여했고, 차별금지법 제정 운동 등에도 참여하였다. 2008년 5월에는 기륭전자 여성노동자 집회에도 참여하였다. 2013년 전국여성노조 정책국장을 지냈다.

## 약력
고려대학교 대학원 사회학과 석사과정을 마쳤다. 고려대 대학원 재학당시 대학원 총학생회 부회장 이었다.

### 동성애자 인권 연대에 참여
2002년 동성애자인권연대 활동가가 되었다. 성 소수자들의 권익보호에 관심을 갖게 된 건 2002년 대학 재학 시절 때부터였다 한다. 당시 성소수자 모임에 참여하며 첫 발을 뗀 후 그는 레즈비언과 게이, 트랜스젠더 등 성소수자들의 권리 보장을 위해 활동하였다. 이후 동성애를 비정상이라 주장하는 일부 한국인들의 편견에 맞서 논쟁하였다. 2003년 4월 27일 전일인 4월 26일에 서울 동대문구 휘경제1동 E빌딩 305호에서 자살한 육우당을 정욜과 함께 발견하였다. 이후 정욜 등과 함께 매년 4월 25일~4월 30일 육우당 추모 사업과 행사를 추진하였다. 이후 정욜 등과 함께 청소년 보호법에서 동성애 유해단어 지정 철회운동을 추진하였다. 동성애는 2004년 4월 청소년보호위원회의 유해, 금지단어 지정에서 철회되었다.
2004년 동성애자인권연대 사무국장이 되었다. 2004년 12월 10일 세계인권선언 56주년을 맞아 ‘인권의 날’ 기념식에 참석, ‘성적소수자 문제’를 주제로 발표하다. 2005년 민주노동당 성소수자위원회 교육위원 겸임하였다. 동시에 한겨레와 오마이뉴스 등에도 칼럼을 기고하였다.

### 학내 성소수자 처벌 반대 운동, 이주노동자 보호 운동
2005년 중학교, 고등학교에서 동성애자에 대한 검열, 단속이 나타나자 그는 항의 성명서를 발표했다. 당시 머리가 짧은 여학생들이 손을 잡거나 어깨동무를 하면 레즈비언일지도 모른다? 중ㆍ고등학교를 중심으로 ‘동성애자 검열과 처벌’이 진행하였다. 또한, 학칙이나 교장 재량으로 정하는 선도 규정 등으로 신체 접촉과 두발 길이 등을 제한하거나 동성애 행위를 처벌하는 학교가 적지 않다. 특히 기독교계 사립학교와 여학교는 정도가 심하다. 인천의 한 사립고등학교는 여학생들이 손을 잡거나 몸에 손대는 것을 금지한다. 여학생의 머리가 지나치게 짧아도 선도 규정에 단속대상이었다. 학교에서 키스를 하다 걸린 두 여학생을 처벌한 사례도 있다. 작년 서울의 한 중학교에서는 동성애 행위를 한 5명의 학생에게 사회봉사 등의 처벌을 했다. 담임교사가 동성애자 학생의 부모를 불러 ‘다시는 딸에게 동성애를 시키지 않겠다’는 각서를 쓰게 해서 학생이 가출하였다. 이에 그는 학교내 동성애 검열에 반대하는 항의 성명을 발표한다.
2005년 4월 초 에이즈 환자인 이주 노동자들에 대한 차별 이후 에이즈 환자 보호 운동에도 참여하였다. 2005년 4월 초 경기도 김포시 이주노동자 밀집지역에서 생활하던 태국인 여성 2명이 에이즈에 걸려, 한 명이 숨지고 한 명은 격리수용됐다는 기사가 보도됐다. 또 어떤 이주노동자가 에이즈 감염 사실이 드러나 강제 추방되는 도중 비행기 안에서 사망했다. 이후 그는 정욜 등과 함께 에이즈 환자 보호 운동에도 동참하였다.

### 동성애자 군인 보호 운동
2005년 8월 18일 ~ 8월 21일 고려대학교에서 다함께가 주최한 "2005 전쟁과 변혁의 시대", 'X파일과 '삼성공화국', '개량주의의 근원' 토론회에 참가하였다. 2006년 1월 다함께 지가 공개 및 시중 판매를 시작하자 그에 대한 독자평을 남겼다. 여기서 그는 "최근의 농민 사망이나 비정규법 개악, 사학법 논란 등과 더불어 노무현의 신자유주의 정책의 위기를 매우 구체적으로 이해하게 됐다. 신문 공개 판매를 하면서 이런 부분을 연관지어 주장할 때 반응이 매우 좋았다."고 평하였다.
2006년 2월 동성애자 사병이 군대 내에서 벌어진 인권침해 행위를 국가인권위원회에 진정했다. ‘아들이 동성애자라 힘들어하니 잘 부탁드린다’는 부모님 의견서를 병사들이 거리낌없이 돌려보거나, 상관이 성관계 횟수를 묻기도 하고, 입대 전에 헌혈한 적이 있다는 말에 기겁을 하며 에이즈 검사를 강제로 받게 했다. 또한 동성애자임을 증명하는 증거로 성관계 사진을 가져오게 하는 등 참을 수 없는 일들이 이어졌다. 선임병들은 “임신했냐? 오빠라고 부르라”거나 성기를 만지게 하는 등 그를 성추행했다. 내무반에서는 동성애자 이등병이 보자기로 목을 매 자살한 사건이 사병들의 조롱거리가 되기도 했다. 2월 22일 그는 항의 성명서를 발표하였다. 이후 2006년부터는 정욜, 장병권, 임태훈 등과 함께 군형법 제92조의 6 폐지 운동, 군대 내 게이, 트랜스젠더 병사 학대 반대 운동에 참여하였다.
이후 그는 군대 내 성소수자 병사 보호 운동과 동시에 그는 AIDS 환자 보호 운동, 여성 노동자 권익보호 운동에도 동참하였고, 노동자 중 성적 소수자 노동자의 노동 운동에도 동참하였다.

### 사회, 노동 운동과 정당운동
2008년 한국비정규노동센터 사무국 차장이 되었다. 2008년 5월 21일 '기륭전자 여성노동자 투쟁 1000일 맞이 사회각계 선언'에 참여하였다.
2010년 3월 7일부터 '102주년 3.8 세계 여성의 날 기념 전국여성대회'에 참석하였다. 곽이경 씨는 발언에서 “여성이 세상의 절반이지만 절반 취급을 못 받고 있는 것처럼 우리 동성애자들도 인구의 10퍼센트가량 된다고 추측되지만 아예 없는 취급을 받고 있다”, “우리 동성애자들은 여성의 낙태선택권을 100퍼센트 옹호한다. 낙태선택권을 박탈하려는 이명박 정부는 동성애자들도 혐오한다”며 “우리가 함께할 이유는 충분하고, 동성애자의 요구는 여성에게도 좋은 것”이라고 강조했다. 또, 노동조합이 앞장서서 동성애자들이 고용상의 불이익을 당하거나, 가족관계에서 배제되는 불합리한 상황에 맞서 함께 싸워주는 든든한 방패막이가 돼 달라고 호소하였다.
2011년 민노당 성소수자 위원회 위원이 되고, 당 성소수자부문 대의원을 겸하였다. 같은 해 민주노동당 서울 영등포구지구당 대의원이 되었다. 그해 9월에는 민주노동당과 국민참여당의 통합에 반대하는 운동에 동참하였다. 9월 17일에는 민주노동당과 국민참여당의 통합에 반대하는 민노당 대의원의 서명에 동참하였다. 9월 23일 민주노동당 당원인 성 소수자들의 통합반대 서명에 동참하였다.
2011년 11월 4일 서울 문화를 사랑하는 사람들 제51차 문화나눔마당 연사로 참석하였다. 11월 19일 민노당과 참여당 통합을 위한 당대회 반대 서명에 동참하였다. 11월 27일 민주노동당과 국민참여당의 통합을 위한 당대회에서, 양자의 통합을 반대하였다. 그러나 곧 발언권을 박탈당했다.
11월 27일 전지윤 대의원은 발언 기회를 박탈당한 곽이경 대의원의 주장을 먼저 전했다. 곽이경 대의원은 ‘참여정부 때 성소수자들을 억압하고 차별금지법 요구를 내팽개쳤던 세력과 당을 합친다고 그들이 과연 성소수자 억압에 맞서 함께 싸울 수 있겠냐’는 메시지를 전했다. 이것은 당대회 당일 아침 당게시판에 곽이경 대의원이 남긴 호소이기도 했다. 결국 당 지도부와 참여당과의 통합 찬성 주도자들은 숫적 우세를 이용해 충분한 토론을 보장하지 않으려는 의도를 관철시켰다. 이 때문에 반대 발언을 신청했던 성소수자위원회 소속 곽이경 대의원과 금속노조 구미지부 수석부지부장인 차광호 대의원은 어쩔 수 없이 발언 기회를 포기하였다.

### 차별금지법 제정 운동
2011년부터는 학생인권조례 보호 운동과 차별금지법 제정 여론이 나오자 차별금지법 제정 운동에도 참여하였다. 2011년 12월 1일 차별금지법에서 동성애자 조항이 삭제되자 이에 항의하였다. 12월 19일 극적으로 학생인권조례가 서울시의회를 통과하자 이대영 서울시 부교육감은 서울학생인권조례 재의를 요구했다. 이에 그는 "학생인권조례야말로 ‘권력 있는 자가 세상을 지배’하는 ‘정글의 법칙’을 ‘인권과 존중의 법칙’으로 바꿔낼 가장 적합한 대안이다."라며 반박하였다. 그는 민주통합당에 학생인권조례를 지켜줄 것을 호소했다. 그는 "설령 재의까지 가더라도, 서울시의회 다수를 차지하고 있는 민주당은 학생인권조례 제정 의지를 단호히 다지고 당론으로 확정해 재의 통과 요건인 3분의2 이상 찬성으로 가결되도록 노력해야 한다."고 하였다.
2012년 4월 오마이뉴스 기자가 되고, 2012년 5월 10일 버락 오바마 미국 대통령의 동성결혼 지지 선언에 대해 “오바마 대통령이 성소수자에게 공평한 대우를 해줘야 한다는 진보적 자세를 취한 것을 환영한다”며 “그의 다른 정책과는 별개로 그의 발언은 한국의 성소수자 단체들이 목소리를 내는 데 좋은 발판이 될 것”이라고 답했다. 6월 9일 동성 결혼을 변호하는 성명서 "동성결혼 합법화를 옹호하며:자본주의 가족제도에 의문을 제기하라!"를 발표하였다. 2012년 7월 16일 국가인권위원회 위원장 현병철의 연임을 반대하는 서울 여의도 국회의사당 앞 반대 시위에 참여하다.
2012년 12월 18일 서울특별시교육감 보궐선거에서 이수호를 지지하였다. 2013년 전국여성노조 정책국장을 겸임했다.
2012년 동성애자인권연대 운영위원회 위원장, 2013년 동성애자인권연대 대표 등에 선출되었다.

### 동성애자 인권 운동
2013년 9월 14일 '동성결합 소송' 어떻게 할 것인가?라는 주제로 토론이 개최되었을 때, 패널의 한 사람으로 참여하다. 토론회에서 그는 “(동성결합)제도화 자체보다 그 과정에서 캠페인과 여론 확대, 사회적지지 확보가 중요하다”며 “어떤 면에서는 우리가 논란을 만들어내야 하며 이 논란을 잘 살리는 것이 좋다”고 밝혔다. 또, 그는 “첫 소송에는 실패하더라도 이로 인해 다양한 사례들이 드러날 것”이라며 “‘동성결합’도 당연한 삶의 모습이며 평등할 권리가 있다는 것을 설득하는 계기가 될 것”이라고 밝혔다.
2013년 5월 19일 차별금지법 제정 시 이를 주시하였다. 그러나 민주당 측에서 소극적으로 나오자 그는 반발했다. 동성애자인권연대의 곽이경 운영위원장(34)은 “의원들 모두 성적 지향에 대해서 타협의 의지가 있는 것처럼 이야기를 했더라. 하지만 차별 금지는 타협이나 양보가 있을 수 없는 문제다. 원안 훼손 없이 제정이 이뤄져야 한다”라면서 민주당의 처사를 비판했다. 동 9월 영화감독 김조광수와 김승환의 결혼식에 하객으로 참석하였다.
2013년 10월 5일‘국정원 정치공작 대선개입 규탄 14차 범국민촛불대회’에 참석하다. 10월 15일 박근혜 정부의 전교조 규약시정명령 거부를 지지하는 성명을 발표하였다.

## 평론과 관점

### 동성애 혐오에 대한 관점
2013년 7월의 한 인터뷰에서 동성애 차별에 대해 그가 지적하는 가장 큰 문제는 동성애를 바라보는 혐오적 시선이 여전하다는 점이다. 민법상 결혼을 '이성 간의 결합'으로 규정한 조항이 없음에도 전통적인 가족개념에 따라 동성 간 사랑과 결혼은 금기시돼 왔다는 것이다. 그는 "자신이 동성애자라는 사실을 커밍아웃하기 어려운 게 우리의 현실"이라며 "이 때문에 현재 우리나라의 동성애자 수를 추정하는 건 불가능하고 의미도 없는 일"이라고 밝혔다.
2010년대 이후부터는 청소년 성소수자들을 위한 교육과 캠페인을 추진하였다. 곽 위원장이 이때 중점을 두고 있는 활동은 청소년 성소수자들을 위한 교육과 캠페인을 벌이는 것이었다. 그는 "청소년 성소수자들은 학교 내에서도 왕따와 폭력에 노출될 가능성이 높다"며 "이들이 자신의 고민을 나누는 경로를 마련해 주는 게 필요하다"고 밝혔다. 아울러 그는 "성소수자들을 지지하는 사람들이 늘어나는 추세이고 우리나라의 동성애 수용도가 낮지 않은 만큼 정치권이 정책 마련에 적극성을 보여야 한다"고 주문하기도 했다.

### 동성애 허용과 가부장제
그는 동성애 혐오의 원인 중의 하나로 가부장제를 지목했다. 곽이경 동성애자인권연대 운영위원장은 "동성결혼을 법적으로 허용한 국가들은 이전부터 상당히 긴 기간동안 성 소수자 권리 보장을 요구하는 운동이 진행돼 왔다"며 "반면 한국은 뿌리깊은 가부장 문화와 성차별이 당연시 여겨진 기간이 상대적으로 길었기 때문에 성 소수자들의 평등권도 보장받기 어려웠던 것"이라고 주장했다. 이어 그는 "해외의 사례들로부터 성 소수자의 기본적인 자유권과 평등권이 시민권의 일부로 보장되고 가족을 꾸리고 아이까지 기르는 모습을 많이 봐왔기 때문에 수용적으로 변할 가능성은 얼마든지 있다"고 덧붙였다.
2013년 10월 김조광수의 결혼식 참석 당시 그는 기자회견에서 "행복을 추구할 권리, 평등하게 살 권리는 헌법에 보장돼 있다. 성 정체성에 따라 이성애자는 되고, 동성애자는 안 되는 것은 근거가 없다. 결혼 역시 동성애자들이 선택할 수 있는 권리가 있어야 한다. 결혼은 개인 간의 결합이면서 가족의 결합이고, 결혼을 통해 각종 경제사회적 혜택을 누릴 기회가 주어진다."고 주장하였다. 이어 그는 "최근 들어 동성애를 수용하고 권리를 보장해야 한다는 여론이 일면서 동성결혼을 허용해야 한다는 목소리도 커지고 있다"며 "여론이 양극화될 가능성도 있지만 찬성, 지지하는 사람과 격렬히 반대하는 사람들로 동성결혼이 정치·사회적으로 쟁점화될 수 있다는 점에서 우선은 긍정적"이라고 밝혔다. 또한 "호주제와 동성동본금혼 등 결혼과 관련한 가족제도 관련 법들도 오랜 기간 여성 운동이 진행됨에 따라 여론이 변하면서 사법부가 판단을 재고하고, 입법기관에서도 폐지나 개선을 고려하게 된 것"이라고 덧붙였다.

### 학생인권조례에 대한 관점
그는 학생인권조례가 가해 학생의 처벌을 막는다는 주장에 반대하였다. 2012년 12월의 학생인권조례 개정 시도에 맞서 그는 "무엇보다 이대영 부교육감이 재의 이유로 든 집회의 자유, 성적 지향에 따른 차별 금지, 두발자유, 체벌금지 등은 학생인권조례가 지켜내야 할 핵심적인 인권 과제다. 유엔인권고등판무관실은 서한을 보내 “서울시의회가 유엔아동권리협약에 부합하는 조례를 제정한 것을 환영하며 한국사회에서 아동과 청소년 권리 보장의 초석이 되었다"고 했다. 그는 학교 폭력이 만연한 것은 인권의 개념이 부족한 것을 원인으로 진단하고, 학생인권조례가 학교폭력을 조장하는게 아니라 오히려 "정글의 법칙"을 "인권 존중의 법칙"으로 바꿔야 된다고 주장했다.
그는 학생인권조례를 철폐하려는 것은 일부 보수 언론과 단체들이라고 지적했다. 그에 의하면 "보수 언론과 단체들은 연일 학교폭력이 교권이 추락해서 학생들을 통제하지 못하기 때문에 발생하는 것인 양 떠들고 있다. 한나라당 이주영 정책위의장은 “학생인권조례는 결국 폭력 학생들의 인권만 옹호하는 그런 정글의 법칙으로 변질”되고 “대다수 학생들[이] … 평온한 학교생활을 누릴 인권을 짓밟는 결과를 초래”한다는 발언을 했다." 한다. 그는 "학생인권조례야말로 ‘권력 있는 자가 세상을 지배’하는 ‘정글의 법칙’을 ‘인권과 존중의 법칙’으로 바꿔낼 가장 적합한 대안이다."라고 반박했다. 그는 "학생인권조례 뒤집으려는 우파의 망발을 막아야 한다"고 호소하였다.

### 일부 교회의 교리 오남용 문제
그는 일부 교회에서 성경과 교리를 동성애자들을 혐오하는데 악용한다고 지적했다. 2013년 11월 3일의 한 언론과의 인터뷰에서 곽이경 동성애자인권연대 대표는 "한국엔 성소수자들을 보호하기 위한 어떠한 제도도 없다"며 한국 성소수자들이 처한 현실을 기자회견 참가자들에게 설명했다. 이때 언론 인터뷰에서 곽 대표는 또 "2007년부터 7년째 차별금지법 제정을 위해 노력하고 있지만, 보수 기독교계의 반대로 여전히 제정되지 못했다'며 "보수 기독교계는 오랜 역사가 있는, 교단을 초월한 대규모 기독교 행사인 WCC에 대해서도 왜곡과 선동을 일삼고 있다"고 비판했다.

## 기타
한 인터뷰에서 그는 동성애자 인권 운동 중의 고통과 주변의 편견, 멸시 등의 문제점을 지적하기도 했다.
"일은 막 터지는데, 우리는 여전히 작고 힘이 없으니까요. 우리를 지지해 주는 운동가들도 별로 없고요. 노동운동, 통일운동 같은 주류 운동은 여전히 우리와 거리가 멀거든요. 기독교계와 운동가들, 양쪽하고 동시에 싸워야 하는 상황에 봉착하면서 너무 힘들었어요."
동성애자들은 보수층의 편견과 싸우면서도 동시에 진보진영으로부터도 지지를 받지 못하는 이중고를 호소하기도 했다.

## 관련 서적
- 문학들 편집부, 《문학들 30호, 2012년 겨울호》 (문학들, 2012)
- 한채윤, 《하느님과 만난 동성애》 (차별없는 세상을 위한 기독인연대, 2010)
- 지승호, 《후천성 인권 결핍 사회를 아웃팅하다:두려움에서 걸어 나온 동성애자 이야기》 (시대의창, 2011)
- 정욜, 《브라보 게이 라이프》 (나름북스, 2011)
- 동성애자인권연대, 《작은무지개들의 비밀일기》 (동성애자인권연대, 2011)
- 바네사 베어드, 《성적 다양성 두렵거나 혹은 모르거나(10)》 (김고연주 옮김, 도서출판 이후, 2007)

## 같이 보기
- 대한민국의 성소수자 권리

## 참고 자료
- “이름 없이 죽어간 성소수자 기억해 주세요” 미디어스 2013.04.26
- 열띤 토론으로 진보를 논해보자 프레시안 2006.07.12
- '이중고' 동성애자들의 진솔한 목소리 연합뉴스 2011.06.29
- 18~21일, ‘전쟁과 변혁의 시대’ 프로메테우스 2005.08.16
- '동성애자 가족'이 겪는 사회적 수난 프레시안 2006.05.23
- 누가 열아홉살 동성애자를 죽였나 오마이뉴스 2012.04.25
- 나의 일곱번째 친구는 누구입니까
- 우리가 종북게이라고? 변태라고?… "반사!" 한국일보 2013.05.31
- 2003년 4월에서 벗어나 벽장 밖으로 나서다 미디어스 2013.04.28
- 청소년 성소수자 운동, 어디까지 왔나 대자보뉴스 2005/07/28